# Laminacauda grata
Laminacauda grata là một loài nhện trong họ Linyphiidae. Loài này được phát hiện ở Colombia.